# Пеннебейкер, Донн
Донн Алан Пеннебейкер (англ. Donn Alan Pennebaker, 15 июля 1925 — 1 августа 2019) — американский режиссёр-документалист, один из первопроходцев прямого кино. В 2013 году Академия кинематографических искусств и наук вручила ему почетный «Оскар».

## Биография

### Ранние годы
Пеннебейкер родился в Эванстоне (Иллинойс), был сыном Люсиль Левик и Джона Пола Пеннебейкера, фотографа. Пеннебейкер служил в морском флоте во время второй мировой войны Затем он изучал инженерию в Йельском университете, а затем работал инженером, основав фирму Electronics Engineering (создателей первой компьютеризированной системы бронирования авиабилетов), прежде чем начать карьеру в кино.

### Начало карьеры
Под влиянием экспериментального режиссёра Фрэнсиса Томпсона. Пеннебейкер снял свой первый фильм Daybreak Express. Снятая под классическую одноимённую запись Дюка Эллингтона пятиминутная короткометражка, показывающая вскоре разрушенную Линию Третьей авеню, Ай-ар-ти это первый известный пример склонности Пеннебейкера к смешиванию документальных и экспериментальных кинематографических техник. Она вышла в 1958 и, по словам Пеннебейкера, получила благоприятные отзывы от Эллингтона.
В 1959 году Пеннебейкер присоединился к кооперативу Filmakers (Filmakers’ Co-op) по совместному использованию оборудования и стал соучредителем Drew Associates с вместе Ричардом Ликоком и бывшим редактором и корреспондентом журнала LIFE Робертом Дрю. Решающий момент в развитии прямого кино, коллектив выпустил документальные фильмы для таких клиентов, как ABC News (для их телесериала Close-up) и Time-Life Broadcast (для их синдицированных телесериала, Living Camera). Их первый крупный фильм «Primary» (1960) задокументировал соответствующие кампании Джона Ф. Кеннеди и Хьюберта Хамфри на демократических праймприз в Висконсине в 1960 году. Дрю, Ликок и Пеннбейкер, а также фотографы Альберт Мэйлс, Терренс Маккартни Филгейт и Билл Нолл — все снимали кампанию с рассвета до полуночи в течение пяти дней. Широко признанный первым откровенным и всесторонним взглядом на повседневные события президентской гонки, это был первый фильм, в котором синхронизирующая звуковая камера могла свободно перемещаться вместе с персонажами на протяжении всей захватывающей истории, что является важным техническим достижением, которое заложило основы современного документального кино. Позже он будет выбран в качестве исторического американского фильма для включения в Национальный реестр фильмов Библиотеки Конгресса в 1990 году.

### Первые фильмы и ранний успех
Drew Associates выпустит ещё девять документальных фильмов для «Живой камеры», включая «Кризис», в котором рассказывалось о конфликте президента Кеннеди и генерального прокурора Роберта Кеннеди с губернатором Джорджем Уоллесом из-за десегрегации в школе. Затем, в 1963 году, Пеннебейкер и Ликок покинули организацию и создали собственную продюсерскую фирму Leacock-Pennebaker, Inc. В течение двух лет Пеннебейкер снимал несколько короткометражных фильмов. Одной из них была редкая запись джазового вокалиста Дейва Ламберта, когда он сформировал новый квинтет с такими певцами, как Дэвид Лукас, и прошел прослушивание в RCA. Прослушивание не было успешным, и вскоре после этого Ламберт внезапно погиб в автомобильной аварии, оставив фильм Пеннебейкера в качестве одной из немногих визуальных записей певца и единственной записи песен на этих репетициях. Документальный фильм привлек внимание в Европе, и через несколько недель менеджер Боба Дилана, Альберт Гроссман, обратился к Пеннебейкеру с просьбой о съемках Дилана, когда он гастролировал в Англии. По словам кинокритика Джонатана Розенбаума, получившаяся в результате работа «Не оглядывайся назад» («Dont Look Back» — в названии нет апострофа) стала вехой в истории кино и рока, «напоминая о 60-х годах, как о нескольких других документах». Одна только начальная последовательность (записанная под композицию «Subterranean Homesick Blues» с Диланом, стоящим в переулке, бросающим картонные флеш-карты), стала предшественником современных музыкальных видео. Он даже использовался в качестве театрального трейлера. Позже он будет включен в Национальный реестр фильмов Библиотеки Конгресса в 1998 году, а затем занял 6-е место в списке Time Out из 50 лучших документальных фильмов всех времен.
Пеннебейкер также снимал бы последующий тур Дилана по Англии в 1966 году, но хотя некоторые из этих работ были выпущены в разных формах (предоставляя основу для документального фильма Мартина Скорсезе «Дилан», « Без указания дома»), и отредактированного самим Диланом в редко распространил Eat the Document), собственный фильм тура Pennebaker (Something Is Happening) остается неизданным. Тем не менее, сам тур стал одним из самых знаменитых событий в истории рока, и некоторые записи Награ, сделанные для фильма Пеннебейкер, были позже выпущены на собственных записях Дилана. Все записи Нагры, сделанные во время европейских выступлений 1966 года, были сделаны Ричардом Олдерсоном, который годами не получал признания. Все его ленты — это то, что составляет 36-CD бокс-сет Боба Дилана: 1966 Live Recordings, выпущенный в 2016 году. Именно Алдерсон отмечает, что многие из британских концертов были фактически сняты Говардом Алком.
В том же году, когда Dont Look Back был выпущен в кинотеатрах, Пеннебейкер работал с автором Норман Мейлер (который позже появится в 1979-х Town Bloody Hall) на первый из многих совместных фильмов. Он был также нанят для съемок поп-фестиваля Монтерея, который сейчас считается важным событием в истории рока наравне с Вудстокским фестивалем 1969 года. Пеннебейкер выпустил несколько фильмов с этого события, в которых запечатлелись прорывные выступления Джими Хендрикса, Отиса Реддинга и Дженис Джоплин, которые остаются основополагающими документами в истории рока. Первый из этих фильмов, Monterey Pop, был выпущен в 1968 году и позже попал под номером 42 в списке Time Out ' из 50 лучших документальных фильмов всех времен. Другие исполнители, в том числе Jefferson Airplane и Who, также получили большую известность от работы Pennebaker.

### 1970 — е 1990-х годы
Пеннебейкер продолжал снимать некоторых из самых влиятельных рок-артистов эпохи, включая Джона Леннона (которого он впервые встретил во время съемок фильма «Дилан в Англии»), Литтл Ричард, Джерри Ли Льюис и Дэвид Боуи во время его «прощального» концерта в 1973 году.
Пеннебейкер был одним из многих участников фильма Джона Леннона и Йоко Оно 1971 года «Твои ноги навсегда».
Он также сотрудничал с Жаном-Люком Годаром, который был впечатлен фильмом Primary. Их первоначальный план состоял в том, чтобы снять «все, что мы видели, происходящее вокруг нас» в небольшом городке во Франции, но это так и не осуществилось. В 1968 году они работали над фильмом, который Годарр первоначально задумал как «One AM» («Один американский фильм»), на тему ожидаемой массовой борьбы в Соединенных Штатах — аналогично восстаниям во Франции в этом году. Когда стало ясно, что оценка Годарда была неправильной, он отказался от фильма. В конечном итоге Пеннебейкер закончил проект и через несколько лет выпустил его под именем One PM, что означает «Один идеальный фильм» для Пеннебейкер и «Один фильм Пеннебейкер» для Годара.
Кинокомпания Пеннебейкера была также заметным дистрибьютором иностранных фильмов, в том числе La Chinoise Годара (американское открытие которого стало контекстом для One PM), но в конечном итоге это было недолгим и дорогостоящим бизнесом. Затем, около 1976 года, Пеннебейкер встретился с экспериментальным режиссёром, ставшим документалистом Крис Хегедус. Вскоре они стали сотрудниками, а затем женились в 1982 году.
В 1988 году Пеннебейкер, Хегедус и Дэвид Докинз последовали за Depeche Mode, когда они гастролировали по США в поддержку Music for the Masses, коммерческого прорыва группы в Америке. Получившийся в результате фильм «101» был выпущен в следующем году, и на нем заметно выступила группа молодых фанатов, путешествующих по всей Америке в качестве победителей "конкурса фильмов в стиле " Be-In-A-Depeche-Mode "" («be-in-a-Depeche-Mode-movie-contest»), кульминацией которого стал знаменательный концерт Depeche Mode у Роуз Боул в Пасадине. Из-за этого, фильм широко считается стимулом для увлечения «реальностью», охватившего MTV в последующие годы, включая «Реальный мир» и « Правила дорожного движения». В различных интервью, комментариях к DVD и на своем собственном веб-сайте Пеннебейкер и Хегедус называли 101 «своим любимым» и «самым забавным из всех своих фильмов».
В 1992 году, во время начала праймериз в Демократической партии, Пеннебейкер и Хегедус обратились к чиновникам предвыборной кампании за губернатора Арканзаса Билла Клинтона о съемках его президентских выборов. Им был предоставлен ограниченный доступ к кандидату, но они могли сосредоточиться на главном стратеге Джеймсе Карвилле и директоре по коммуникациям Джорджу Стефанопулосу. Получившаяся в результате работа «Комната войны» стала одним из их самых знаменитых фильмов, получив награду за лучший документальный фильм от Национального совета по рассмотрению кинофильмов и получив номинацию на премию Оскар за лучшую документальную функцию.

### Поздняя карьера
Pennebaker и Hegedus продолжали снимать большое количество документальных фильмов через свою компанию Pennebaker Hegedus Films, прежде всего Moon Over Broadway (1998), Down from the Mountain (2001), Startup.com(2001), Elaine Stritch: At Liberty (2004), Al Franken: God Spoke (2006) и Kings of Pastry (2009).
В мае 2010 года они сняли свой первый концерт в прямом эфире, когда они руководили веб-трансляцией на YouTube, посвященной выступлению National в Бруклинской академии музыки. В том же году Kings of Pastryоткрылись на нескольких кинофестивалях, включая IDFA, Sheffield Doc / Fest, DOX BOX, Берлинский международный кинофестиваль и Hot Docs, перед премьерой в Нью-Йорке. Нидхэм получил награду за жизненные достижения от премии Taurus World Stunt Awards. В 2012 году он был удостоен премии губернаторов, учрежденной Майклом Муром. В 2014 году сообщалось, что Пеннебейкер в сотрудничестве со своей женой работал над документальным фильмом, посвященным Проекту по защите прав человека, и его усилиям по классификации определённых животных, таких как китообразные, слоны и обезьяны, в качестве юридических лиц.

### Смерть
Пеннебейкер умер у себя дома в Саг-Харборе, штат Нью-Йорк, (англ.) 1 августа 2019 года.

## Наследие
Его эстетические и технические достижения также оказали большое влияние на повествовательное кинопроизводство, оказав влияние на такие реалистические шедевры, как « Ванда» Барбары Лоден, которая была снята и отредактирована одним из протеже Пеннебейкера, Николасом Профересом, и даже известной сатирой, такой как Тим Роббинс Боб Робертс.
Его стиль также был спародирован Странным Элом Янковичем и в номинированном на Эмми псевдодокументальном сериале Документалистика сегодня!.